# Vangelis Delakas
Vangelis Delakas (in greco Βαγγέλης Δελακάς?; Atene, 8 febbraio 1985) è un ex pallanuotista greco.
Cresce nell'Argostoli, prima di passare al Poseidon Ilision. Nell'estate del 2004 si trasferisce all'Olympiakos, con cui conquista nove titoli nazionali, altrettante Coppe di Grecia e la Coppa dei Campioni nel 2018. Al termine della stessa stagione annuncerà il ritiro dalle competizioni.

## Palmarès

### Club
- Campionato greco: 9

Olympiakos: 2004-05, 2006-07, 2007-08, 2008-09, 2009-10, 2010-11, 2012-13, 2013-14, 2014-15, 2015-16, 2016-17, 2017-18
- Coppa di Grecia: 9

Olympiakos: 2005-06, 2006-07, 2007-08, 2008-09, 2009-10, 2010-11, 2012-13, 2013-14, 2014-15, 2015-16, 2017-18
- Coppa dei Campioni/Eurolega: 1

Olympiakos: 2017-18